# Absalão de Lund
Absalão (em dinamarquês:  Absalon; Fjenneslev, ca. 1128 – Sorø, 21 de março de 1201) foi um prelado e político dinamarquês. Foi o protótipo do religioso guerreiro medieval que soube juntar aos seus dotes de estadista uma grande piedade e retidão.
Nomeado Bispo de Roskilde em 1158, ordenado no mesmo ano, no pontificado de Papa Adriano IV, e nomeado arcebispo de Lund  em 1178, sob Papa Alexandre III; resignou da sé de Roskilde em 1192, mantendo Lund até sua morte. Assim, foi Primaz da Igreja na Dinamarca, que na época incluía grande parte da Suécia.
Colaborou com o rei Valdemar I da Dinamarca na restauração do Estado dinamarquês, contribuindo para a centralização e estabilização do poder real face aos grandes senhores, paralelamente a uma igreja mais interventiva no domínio religioso e temporal. À data da morte de Valdemar, em 1182, desempenhou um papel importante na designação do seu sucessor, Canuto VI da Dinamarca, em vez de Bogislau da Pomerânia em 1184.

## Biografia
Absalão nasceu como o segundo filho de um magnata da Zelândia, na família Hvide. Cresceu com o posterior rei Valdemar, com quem formou uma amizade para toda a vida. Na juventude, Absalão estudou teologia em Paris, mas voltou para casa a tempo de participar da Festa do Sangue em Roskilde em 1157. No ano seguinte, Valdemar garantiu que Absalão fosse eleito bispo de Roskilde como agradecimento pelo apoio dos Brancos durante a guerra civil.
Como novo bispo, Absalão colocou a maior parte de sua energia na luta contra os Vendos. A longa guerra civil tinha dado a estas tribos eslavas quase liberdade nas costas dinamarquesas, e o leste da Dinamarca, em particular, foi atormentado pelos seus ataques. Absalão estabeleceu uma frota de guardas, começou a fortificar as costas e saiu com a frota para lutar ativamente contra os piratas e atacá-los em suas terras natais. Em 1167, como parte da defesa da costa do país contra os Vendos, Absalão construiu uma fortaleza em Havn, que mais tarde se desenvolveu em Copenhague, que lhe foi deixada pelo rei Valdemar.
No início, as expedições de regresso eram ações punitivas menores, mas com o tempo as expedições dinamarquesas transformaram-se em expedições de conquista, coroadas em 1169 com a captura de Arkona em Rügen e a cristianização da população da ilha. A ilha foi colocada sob o bispado de Absalão; isso iniciou um período de supremacia dinamarquesa no norte da Alemanha que durou até 1225.
Absalão também foi extremamente ativo no campo eclesiástico e cultural. Assim, ele apoiou vários mosteiros com ricas doações de propriedades, especialmente o mosteiro cisterciense da família Hvide em Sorø. A Gesta Danorum, uma obra de Saxão Gramático, foi criada a pedido de Absalão e conta a história da Dinamarca desde os primeiros tempos até 1185. O próprio Absalão desempenha um papel proeminente na crônica. No âmbito judicial, em 1171 mandou elaborar o Sjællandske Kirkelov, que estabelecia diversas regras para a relação entre o bispo e os habitantes da sua diocese.
Absalão apoiou inabalavelmente a realeza de Valdemar e atuou como seu fiel conselheiro. Assim, apoiou a aliança de Valdemar com o imperador Frederico I Barbarossa e ficou ao lado do rei depois disso, porque o reconhecimento do antipapa por Valdemar, apoiado pelo imperador, em 1161 levou a uma rixa entre Valdemar e o arcebispo do país, Eskil. Somente em 1167 um acordo foi alcançado, Absalão e Valdemar se reconciliaram com o papa e Eskil voltou do exílio.
No meio do verão de 1170, Absalão ajudou o Arcebispo Eskil durante o Festival da Igreja em Ringsted, onde o pai de Valdemar, o Grande, Canuto Lavardo, foi elevado à santidade em uma cerimônia, e o filho do rei, Canuto, foi coroado e ungido como co-rei e sucessor de seu pai. Em 1177, Eskil renunciou ao cargo de arcebispo para ingressar em um mosteiro na França e nomeou Absalão como seu sucessor. Absalão inicialmente recusou, mas no ano seguinte assumiu o arcebispado a mando do Papa, ao mesmo tempo que lhe foi permitido manter o bispado de Roskilde de uma forma até então inédita.
O novo arcebispo enfrentou problemas. Absalão instalou provedores de justiça da Zelândia na Escânia, exigiu que os agricultores trabalhassem para ele e introduziu episcopados. Isto levou a uma rebelião na Escânia em 1180, após a qual Absalão teve que fugir para a Zelândia. Somente com a ajuda e a força armada do rei a rebelião poderia ser reprimida.
Após a morte de Valdemar, o Grande, em 1182, Absalão continuou a frutífera colaboração com seu filho Canuto VI e atuou como seu conselheiro, aconselhando o jovem rei a não repetir o juramento de seu pai ao imperador alemão. A expedição que o arcebispo dirigiu para a costa sul do Báltico em 1184 levou ao controle dinamarquês da Pomerânia e Mecklemburgo. Mais tarde, ele retornou aos seus deveres na igreja.
Em 1192, Absalão renunciou ao cargo de bispo de Roskilde, entregando o cargo a seu jovem sobrinho Peder Sunesen, enquanto fazia de outro sobrinho, Anders, que se tornaria seu sucessor como arcebispo, o chanceler do rei.

Em 21 de março de 1201, o Arcebispo Absalão morreu no mosteiro cisterciense de Sorø, em cuja igreja está sepultado. A cidade de Copenhague homenageia seu fundador com uma estátua equestre na Praça Højbro. Absalão sempre foi reverenciado como um grande santo na Dinamarca, embora nunca tenha sido canonizado.

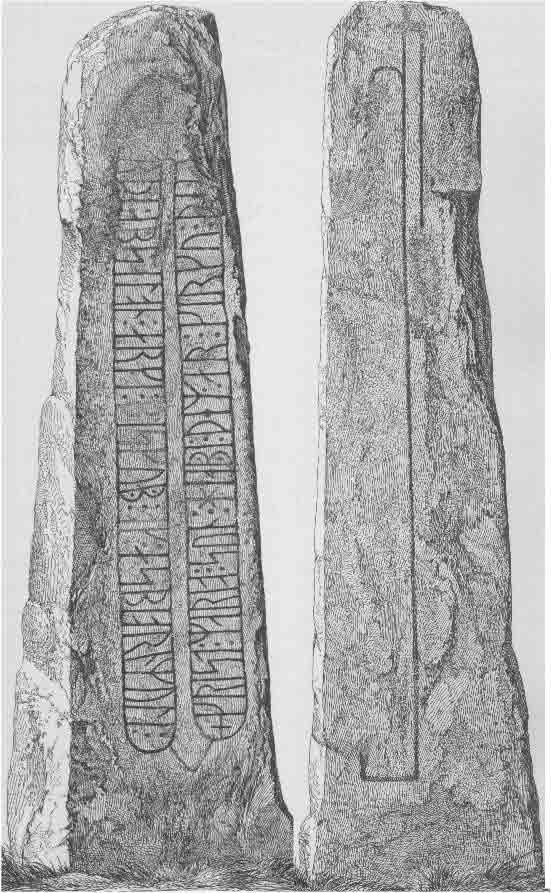

Na Pedra rúnica de Norra Åsum, na atual Escânia, há uma inscrição com o teor "Cristo, filho de Maria, ajudai aqueles que construiram esta igreja, arcebispo Absalão e Esbjörn Mule." (Kristr Maríu sonr hjalpi þeim, er kirkju ... [g]erðu/[g]erði, Absalon erkibiskup ok Ásbjôrn Múli.).

## Ligações Externas
- «Absalon de Lund» (em inglês). The Catholic Encyclopedia, 1907
- «Absalon» (em inglês). Cyclopædia of Biblical, Theological, and Ecclesiastical Literature